# Volare (Achterbahn)
Volare ist die Bezeichnung eines Stahlachterbahnmodells des italienischen Herstellers Zamperla Rides, das erstmals 2002 in Elitch Gardens als Flying Coaster eröffnet wurde. Es zählt zu der Kategorie der Flying Coaster.
Das kompakte Layout, das sich über eine Fläche von 52 m × 25 m erstreckt, verfügt über 394 Streckenmeter, erreicht eine Höhe von 20 m und verfügt über zwei Heartline-Rollen als Inversionen. Üblicherweise kommen sechs einzelne Wagen mit Platz für jeweils vier Personen (eine Reihe) zum Einsatz.
Eine Ausnahme unter den Auslieferungen stellt die Anlage im Wiener Prater da, die über eine leichte Veränderung gegenüber der Standardversion verfügt, um auf den begrenzten Platz zu passen.

## Standorte
| Achterbahn                   | Betreiber                                        | Land                   | Eröffnung               | Schließung      |
| ---------------------------- | ------------------------------------------------ | ---------------------- | ----------------------- | --------------- |
| Hero                         | Flamingo Land                                    | Vereinigtes Königreich | 16. Juli 2013           |                 |
| Inertia Airplane Car         | Kaeson Youth Park                                | Nordkorea              | 2010                    |                 |
| Soarin' Eagle Flying Coaster | Lunapark Elitch Gardens                          | Vereinigte Staaten     | April 2011 18. Mai 2002 | 2007            |
| Speed Roller Coaster         | Yancheng Chun-Qiu Land                           | Volksrepublik China    | 2012                    |                 |
| Super Flight                 | Playland Park                                    | Vereinigte Staaten     | 2004                    | 2023            |
| Super Glider Flying Coaster  | Skytropolis Indoor Theme Park Genting Theme Park | Malaysia               | 2021 Dezember 2004      | 31. August 2013 |
| Time Warp                    | Canada’s Wonderland                              | Kanada                 | 2004                    |                 |
| Trombi                       | Särkänniemi                                      | Finnland               | 30. April 2005          | 2023            |
| Volare                       | Wiener Prater                                    | Österreich             | 3. April 2004           |                 |
| Volare Hiz Kizagi            | Wonderland Eurasia                               | Türkei                 | 2019                    | 2020            |

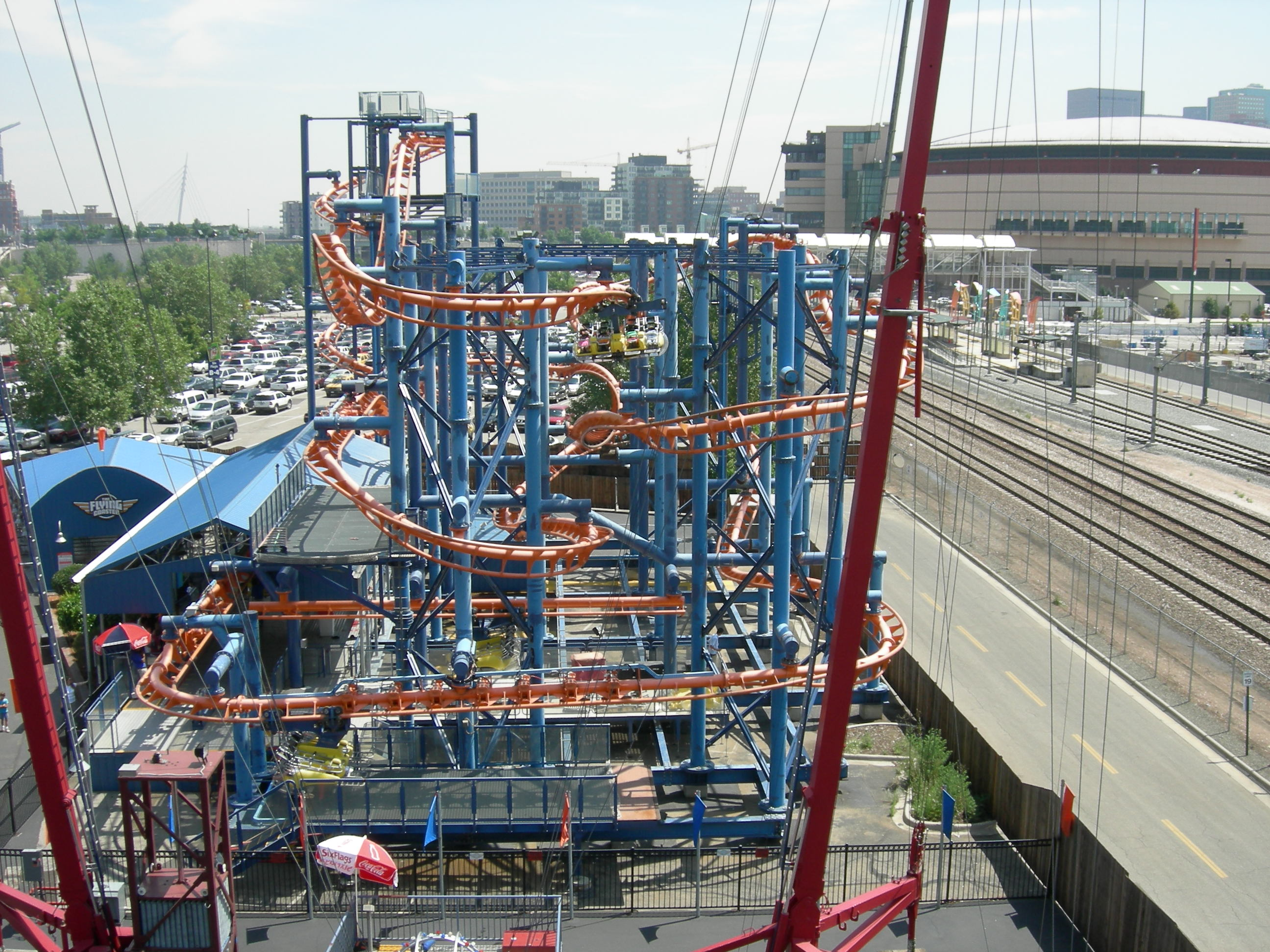
Flying Coaster in Elitch Gardens
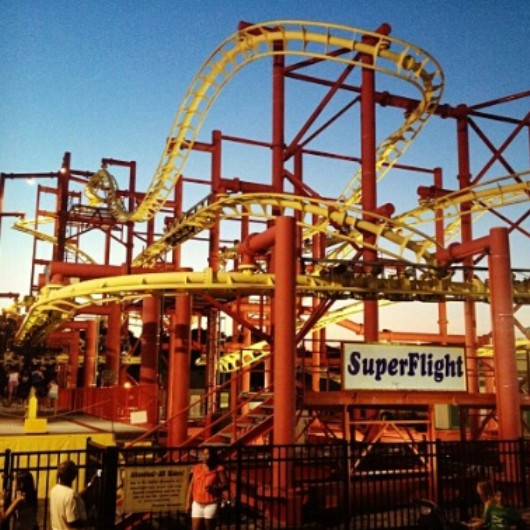
Super Flight in Playland Park
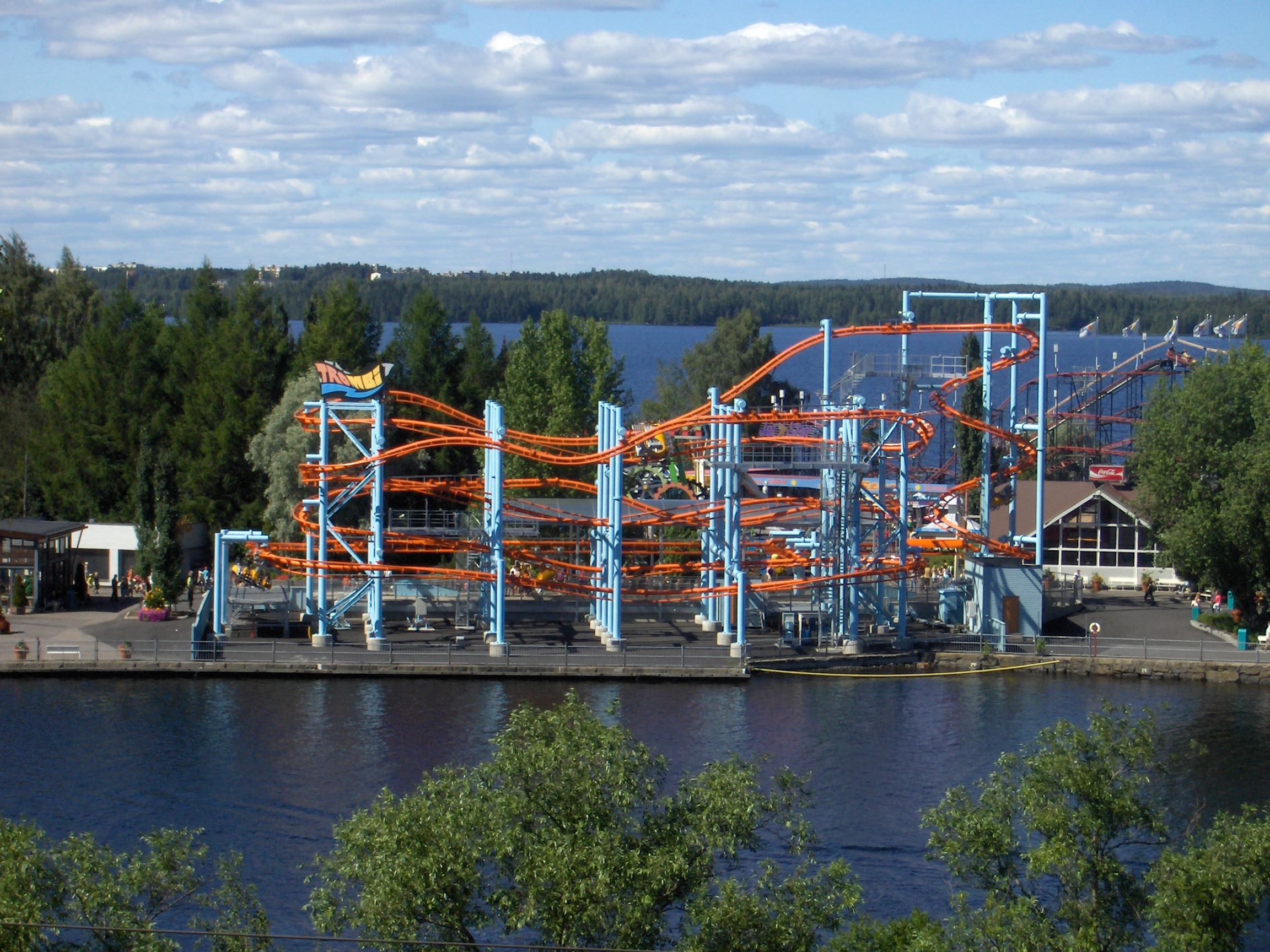
Trombi in Särkänniemi
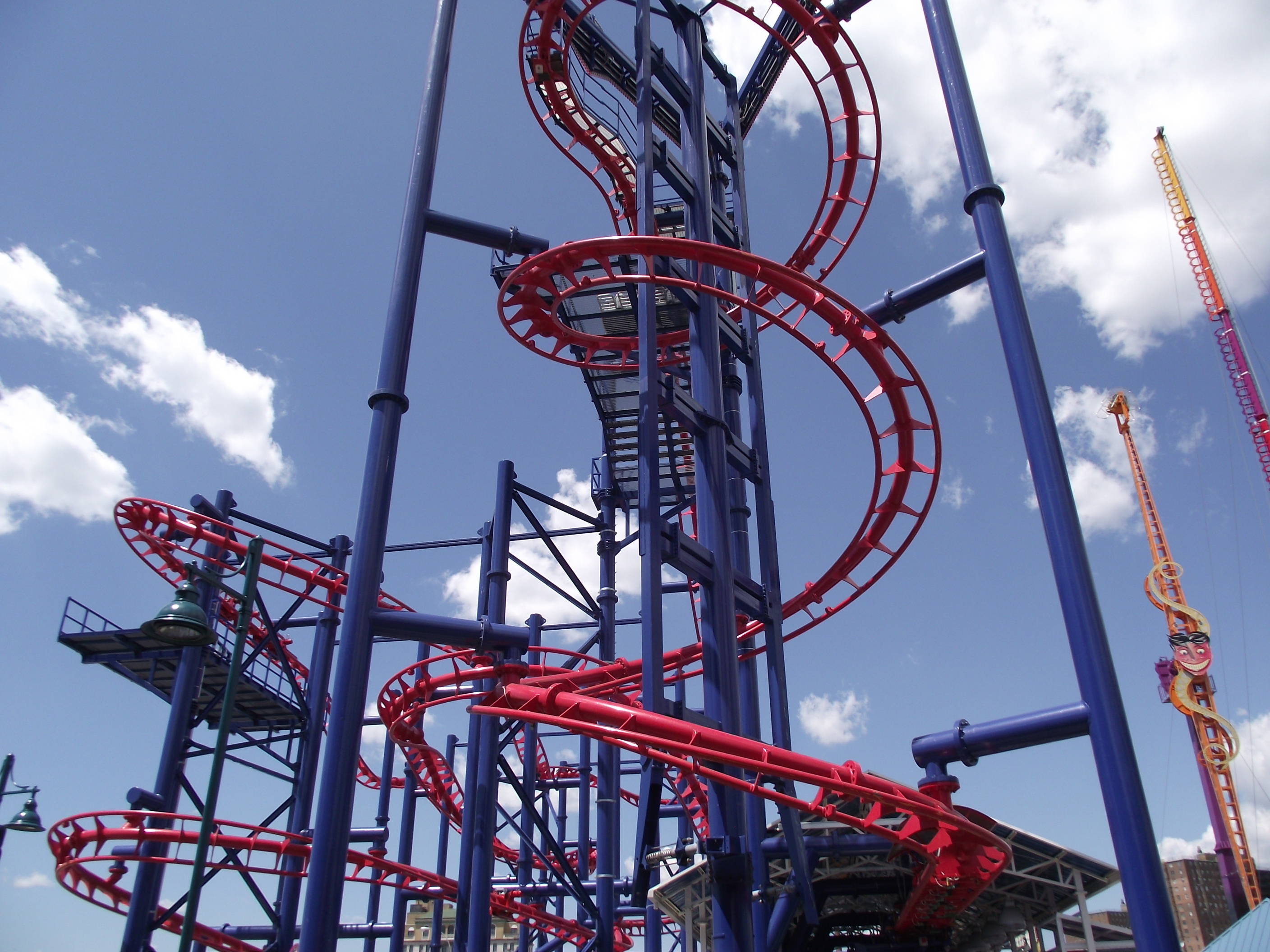
Soarin' Eagle in  Lunapark

## Unfälle
Am 7. August 2017 hielt sich ein Mitarbeiter des Fahrgeschäfts am Wiener Prater im Bewegungsbereich der Bahn auf, wurde von hinten angefahren und starb am selben Tag. Bereits im Oktober 2010 wurde ein Kran angefahren, auf dessen Bühne ein Mitarbeiter stand, um das Gerüst derselben Bahn zu streichen. Er stürzte 8 m tief ab und trug schwerste Kopfverletzungen davon.